# Muzeum Michała Kajki w Ogródku

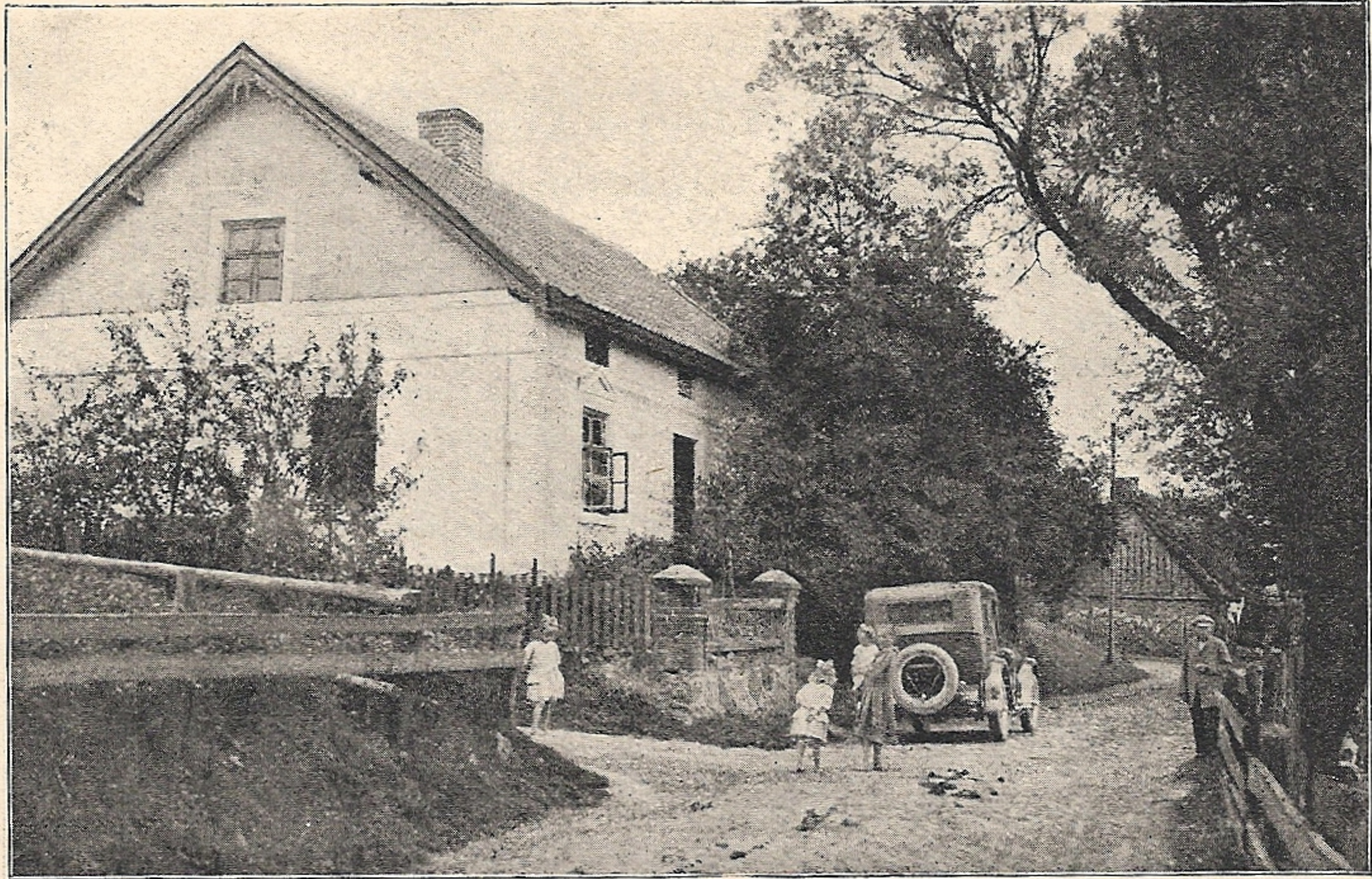
Dom Kajków przed 1945

Muzeum Michała Kajki w Ogródku – muzeum, położone na terenie wsi Ogródek (powiat piski). Jego zbiory poświęcone są osobie Michała Kajki. Placówka jest jednostką organizacyjną powiatu piskiego i oddziałem Muzeum Konstantego Ildefonsa Gałczyńskiego w Praniu.

## Opis

### Historia powstania
Muzeum mieści się w budynku mieszkalnym, wybudowanym przez Michała Kajkę w 1886 r. 
Ogródek został zajęty przez wojska radzieckie 24 stycznia 1945 r. W domu Michała Kajki pozostała wraz z dwojgiem dzieci wdowa (Augusta Kajka) po synu poety – Gustawie, który został wcielony do niemieckiego Wermachtu i zginął najprawdopodobniej podczas walk o Gdańsk na początku 1945 r. Równocześnie młodszy syn poety Adolf, walczący na froncie zachodnim (wcześniej na froncie wschodnim) w szeregach armii niemieckiej powrócił z niewoli francuskiej w 1947 r. i zamieszkał z żoną i dwiema córkami: Katarzyną i Elżbietą w Mrągowie.
Spuścizna po Michale Kajce znalazła się w zasobach Polskiego Związku Zachodniego Zarządu Okręgu w Białymstoku. Trafiły tam rękopisy, książki i listy poety z Ogródka. Zostały one przekazane przez wdowę po Gustawie, przedstawicielce organizacji podczas jej wizyty w domu rodzinnym poety. Ostatecznie spuścizna (przede wszystkim rękopisy) trafiły do Instytutu Mazurskiego (obecnie Instytutu Północnego im. Wojciecha Kętrzyńskiego w Olsztynie) i Biblioteki Polskiej Akademii Nauk (obecnie Biblioteka Nauka PAU i PAN) w Krakowie. Niestety część spuścizny poety zaginęła. 
W 1966 r. żona Gustawa wraz z dziećmi opuściła Ogródek i wyjechała do Republiki Federalnej Niemiec. Gospodarstwo trafiło w ręce Skarbu Państwa. Nowy gospodarz nie dbał o nieruchomość, co doprowadziło do jej degradacji. Jan Kawecki, Władysław Gębik i Emilia Sukertowa-Biedrawina rozpoczęli starania o pozyskanie budynków na cele muzealne.
W lutym 1968 r. dom po M. Kajce został przejęty przez Prezydium Powiatowej Rady Narodowej w Ełku, a jego dotychczasowi mieszkańcy wykwaterowani. Przeprowadzono prace remontowe, a prace nad ekspozycją zainicjował Muzeum Okręgowe w Białymstoku.
6 października 1968 r. oddano do użytku Muzeum M. Kajki w Ogródku. Wystawę o życiu i twórczości o charakterze biograficzno-literackim przygotował historyk Aleksander Antoniuk z Muzeum Okręgowego w Białymstoku. Pierwszym opiekunem placówki został Wiesław Bukowski, kierownik Szkoły Podstawowej w Ogródku (obecnie świetlica wiejska, wcześniej szkoła nosząc imię poety). W 1972 r. kierownictwo nad placówką objął Stanisław Tumidajewicz - archeolog. W tym samym roku Jerzy Oleksiński opublikował opowieść biograficzną "Bard ziemi mazurskiej". W tym samym roku budynkowi Powiatowego Domu Kultury w Ełku nadano imię Michała Kajki. Od 1975 r. (po reformie administracyjnej kraju) muzeum stało się oddziałem terenowym Muzeum Okręgowego w Suwałkach. Kierowniczką muzeum została Halina Dąbrowska. W 1981 r. funkcję tę objęła Elżbieta Nieszczerzewska z pobliskich Klus, a następnie Sławomir Szymankiewicz. W 2000 r. Muzeum M. Kajki w Ogródku zostało oddziałem Muzeum K.I. Gałczyńskiego w Praniu. W 2011 r. przystąpiono do prac remontowych i modernizacji budynku gospodarczego Muzeum oraz przebudowy domu Michała Kajki i stworzenia nowej wystawy stałej. W 2014 r. otwarto Muzeum po generalnym remoncie. Prace modernizacyjne Muzeum i otoczenia zakończono w 2019 r.

### Ekspozycja
W ramach ekspozycji muzealnej funkcjonującej do 2014 r. ukazano w sposób chronologiczny życie poety. Wśród eksponatów znajdowały się pamiątki po nim. m.in. kancjonały, kalendarze, czasopisma, książki, kopie rękopisów, a także narzędzia ciesielskie, których używał. Ponadto prezentowane były dawne meble, sprzęty domowe oraz sztuka ludowa.
Obecna wystawa wykracza poza biografię Michała Kajki, bowiem ten wybitny poeta reprezentował dużo szersze zjawisko, czyli rozkwit piśmiennictwa mazurskiego w XIX w. Jego cezurę wyznaczają lata wydawania gazety "Przyjaciel Ludu Łecki" (1842–1845) i śmierć Kajki w roku 1940. Wystawa zajmuje parter budynku, który składa się z czterech pomieszczeń. Na ekspozycję przeznaczone są trzy pokoje; w pozostałym (najmniejszym) odtworzona została kuchnia mazurska. Wystawa ma głównie charakter literacki. Istotny jest jednak kontekst historyczno-geograficzny, stąd też ukazanie istotnych elementów z historii Mazur jako południowej części Prus Wschodnich, z dziejów piśmiennictwa mazurskiego, a następnie losu i twórczości Kajki. Powierzchnia przeznaczona na wystawę (trzy pomieszczenia) narzuca niejako podział tematyczny poszczególnych sal: Historia – Piśmiennictwo na Mazurach – Michał Kajka.
Celem ekspozycji nie jest pokazanie historii Mazur i Mazurów, lecz uwidocznienie swoistego, niepowtarzalnego, wyjątkowego w skali polskiej i europejskiej piśmiennictwa jako przejawu oryginalnej kultury mazurskiej, naznaczonej wpływami i zależnościami stosunków niemiecko-prusko-polskich. Autorami wystawy stałej są: Zbigniew Chojnowski i Zbigniew Fałtynowicz.

### Działalność Muzeum

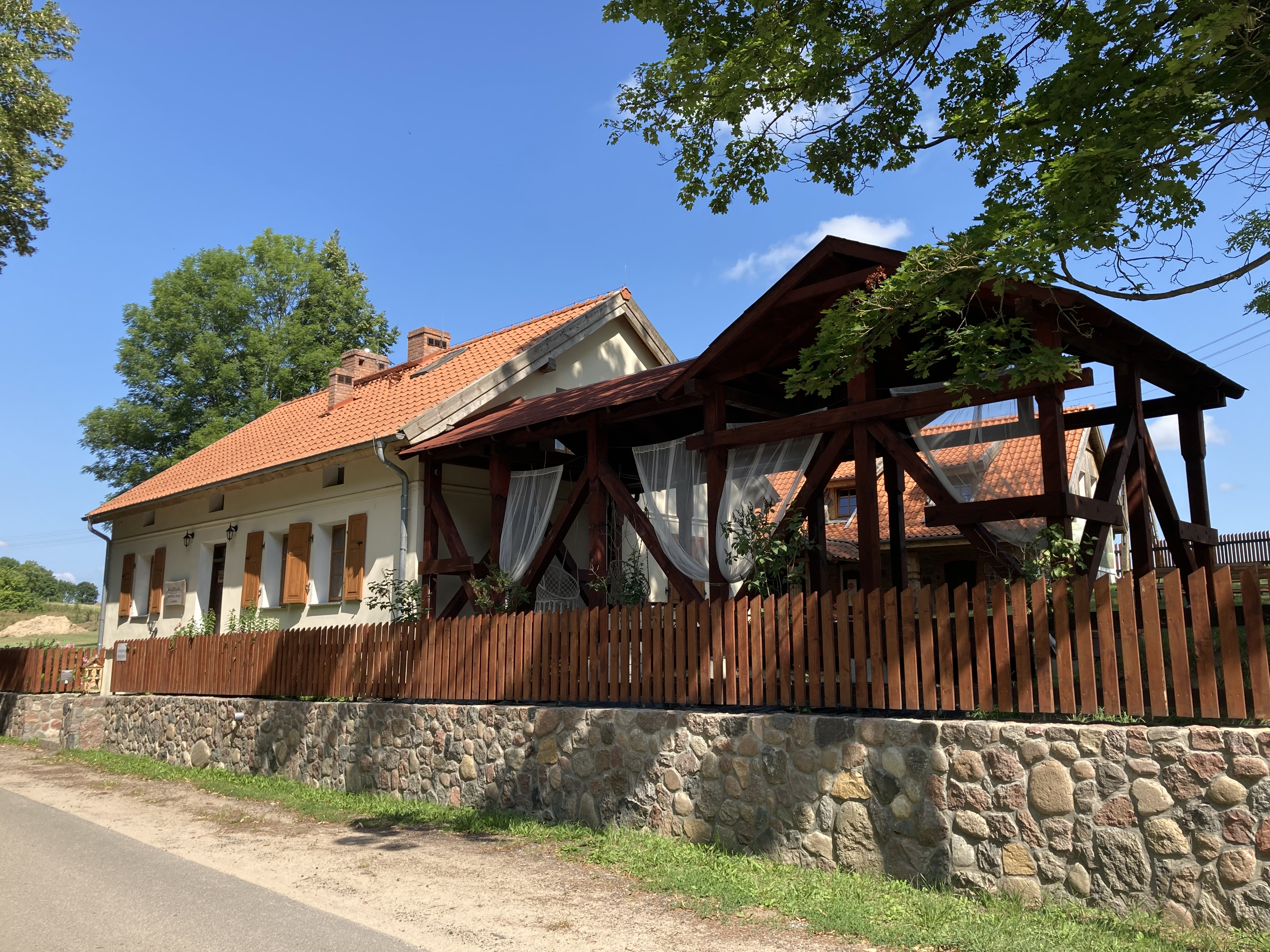
Widok z zewnątrz na Muzeum Michała Kajki w Ogródku - od strony drogi z Klus do Skomacka Wielkiego

Muzeum jest obiektem całorocznym, czynnym od wtorku do soboty (w sezonie letnim od wtorku do niedzieli). Wstęp jest płatny. 
W 2015 r. Muzeum rozpoczęło gromadzenie woluminów i publikacji do tworzonej w Ogródku biblioteki Mazurskiej. Obecnie liczy ona prawie 1300 pozycji dotyczących Mazur, Suwalszczyzny i Warmii. Biblioteka nawiązuje do tradycji czytelnictwa, zainicjowanej w Ogródku przez Michała Kajkę. Poeta w 1890 r. w rodzinnym domu otworzył bibliotekę ludową. 
Muzeum w sezonie letnim organizuje cykle koncertów: spotkania z poezją śpiewaną, piosenką autorską, poetyckim "słowem wyśpiewywanym" i muzyką kameralną. W Ogródku gościli m.in. Hanna Banaszak, Leszek Długosz, Joanna Konrad, Krzysztof Napiórkowski, Mirosław Czyżykiewicz, Tadeusz Woźniak, Joanna Trzepiecińska, Grzegorz Turnau, Jarosław Jar Chojnacki, Adrianna Biedrzyńska, Grażyna Łobaszewska, Katarzyna Groniec, Anna Chodakowska, Karolina Lizer, zespoły: Stare Dobre Małżeństwo, Susz, Wowakin, Transkapela, Dobre Wrażenie. Poezję prezentowali m.in. Cezary i Katarzyna Żak, Grzegorz Daukszewicz, Piotr Machalica, Katarzyna Łaniewska, Laura Łącz, Krzysztof Stelmaszyk.

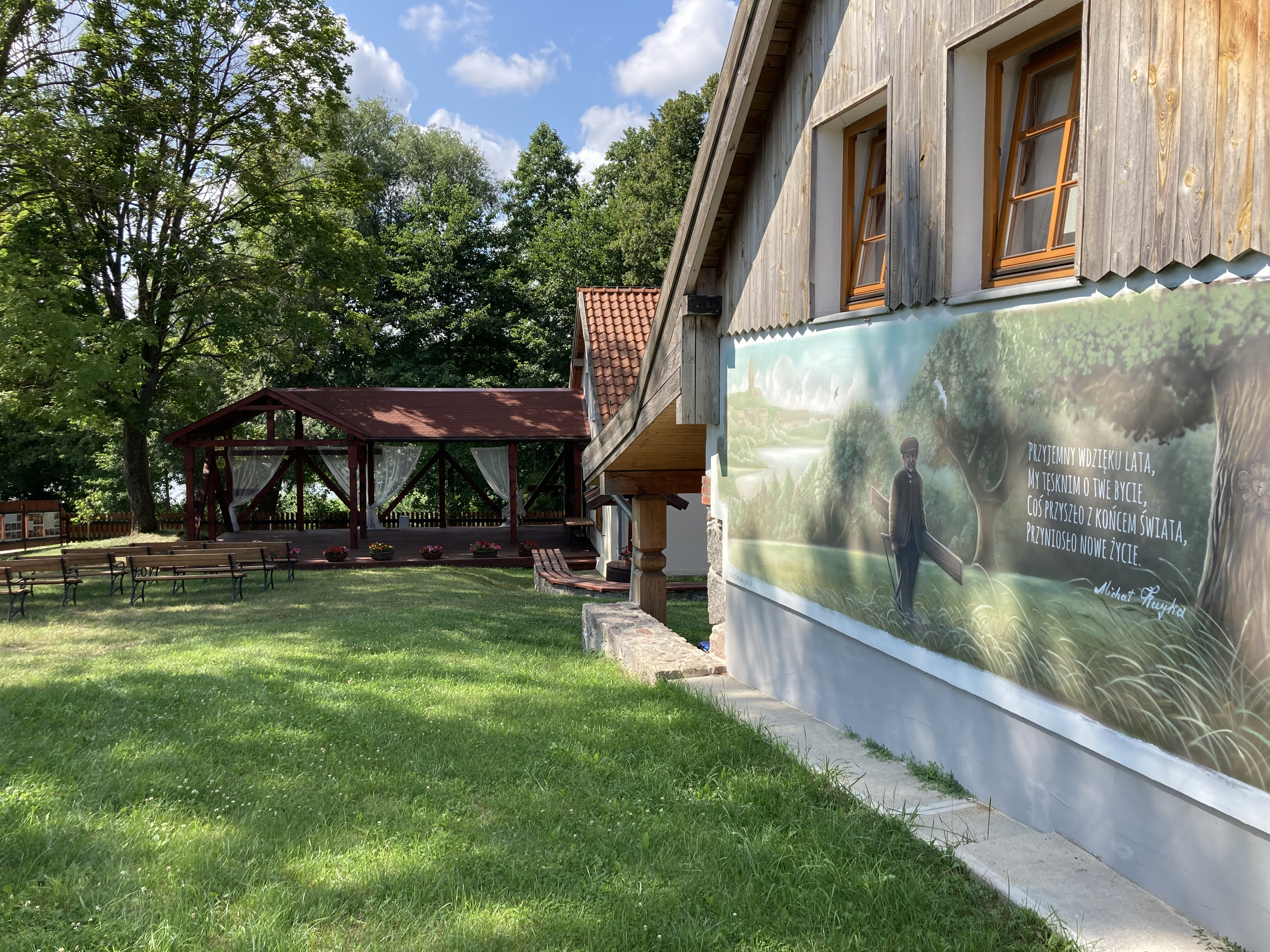
Mural poświęcony Michałowi Kajce - zlokalizowany na ścianie budynku Biblioteki Mazurskiej

Muzeum znajduje się na szlaku kajakowym "Śladami Michała Kajki". Szlak wiedzie od Jeziora Zdedy, przez Jezioro Lipińskie i Druglin Duży, przez wieś Ogródek, gdzie znajduje się dom jego patrona Michała Kajki, przez niewielkie jeziora porośnięte roślinnością (Kraksztyn, Kaleńskie, Rostki) - duże Jezioro Orzysz, rzekę Orzyszę, następnie przez największe jezioro w Polsce Śniardwy i najdłuższy na Mazurach XIX-wieczny Kanał Jegliński do Pisza. Obok Muzeum przebiega szlak rowerowy i pieszy im. Michała Kajki wiedzie 37 km traktem z Ełku do Skomacka Wielkiego. Z Ełku brzegiem jeziora prowadzi on do wsi Chruściele, skąd obok Jeziora Szarek przez Tracze, Mostołty, Pistki, dalej nad brzegiem Jeziora Lipińskiego do Klus. Następnie brzegiem Jeziora Kraksztyn do Ogródka, następnie w kierunku Skomacka Wielkiego i dalej w kierunku Jeziora Orzysz.

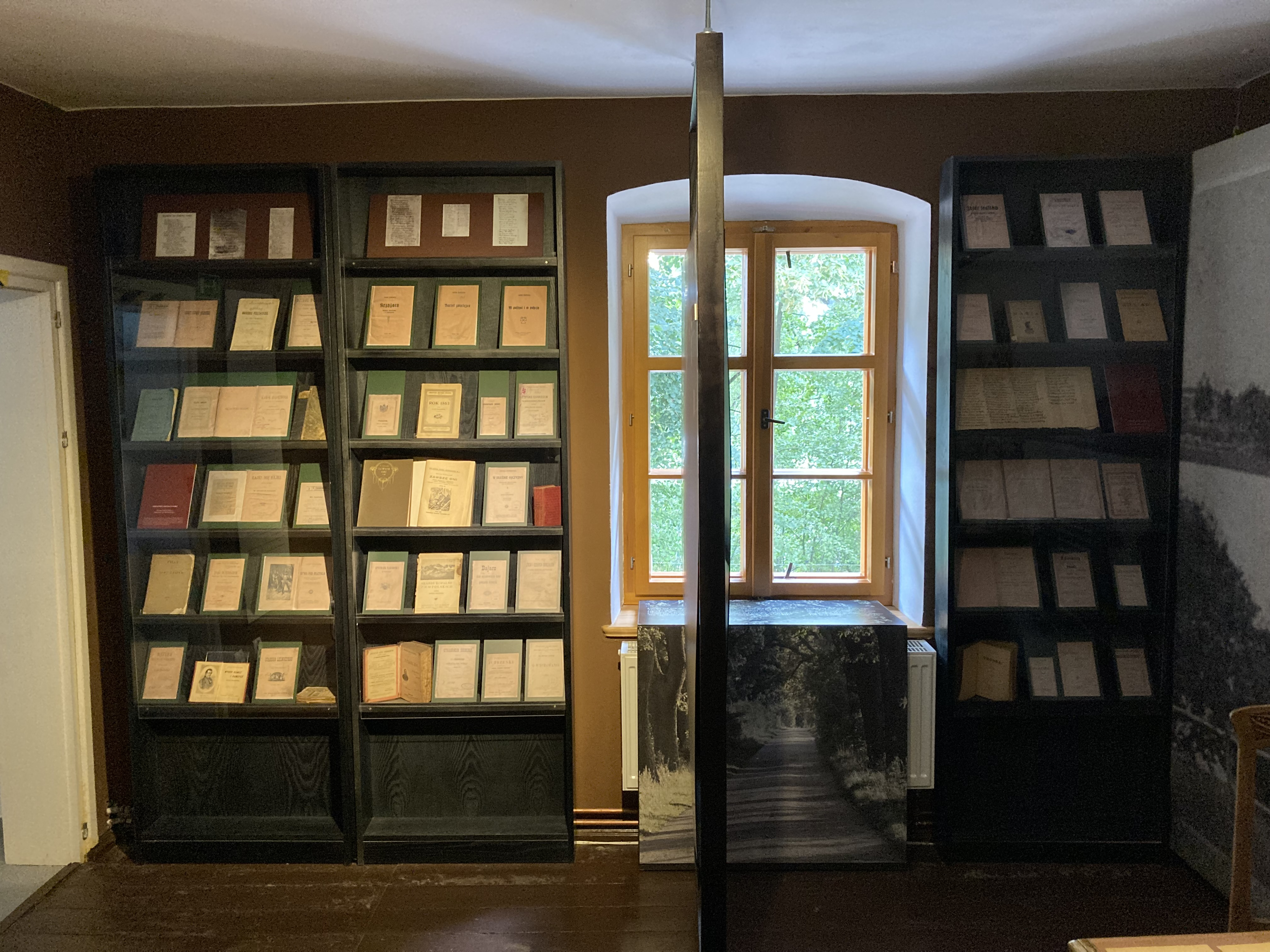
Wnętrza Muzeum Michała Kajki w Ogródku. Sala poświęcona twórczości Michała Kajki i bibliotece ludowej, którą prowadził przed II wojną światową

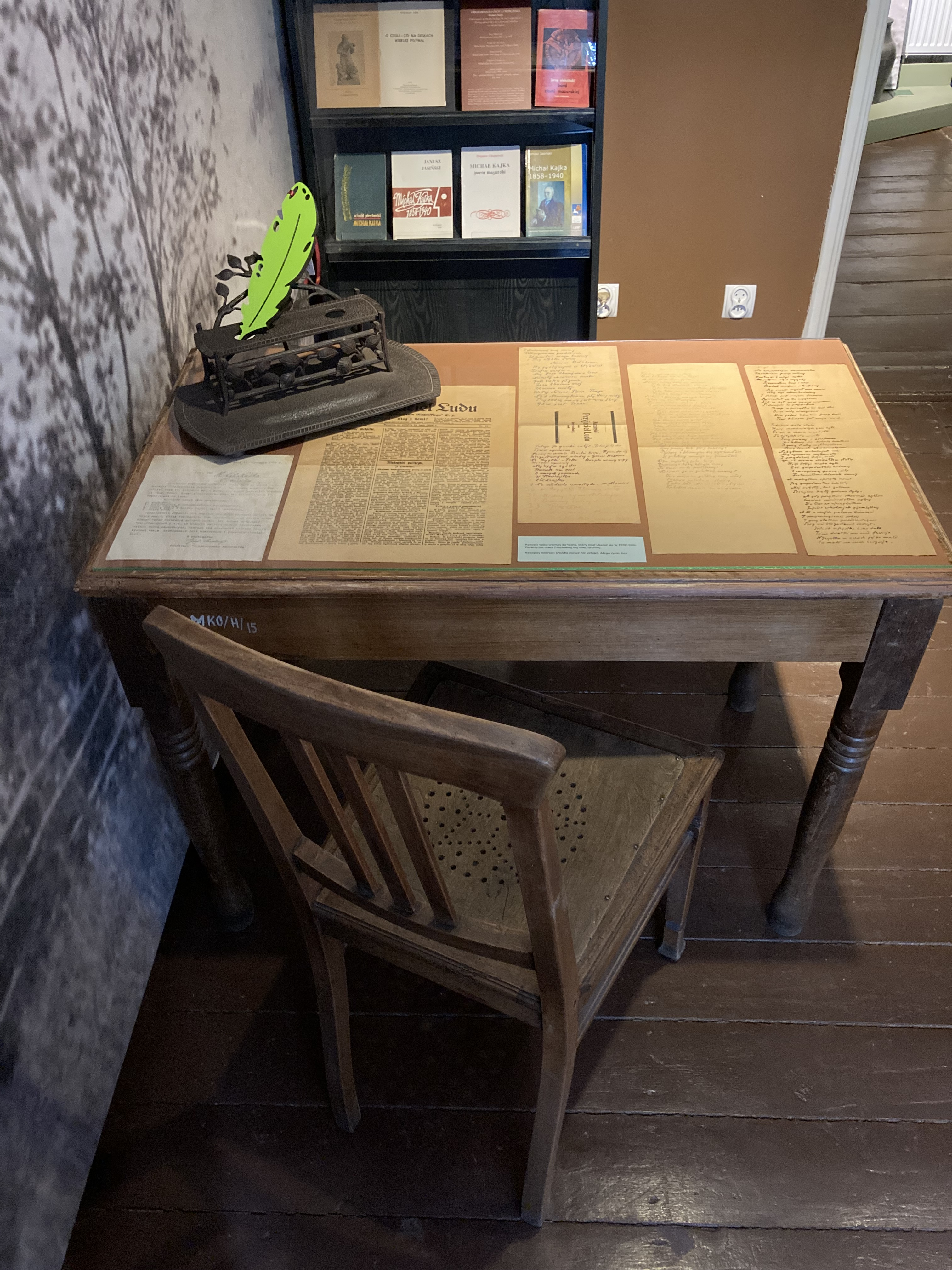
Rękopisy wierszy Michała Kajki znajdujące się w Muzeum M. Kajki w Ogródku

Muzeum Michała Kajki w Ogródku od 2005 r. – wspólnie z Domem Kultury w Orzyszu (obecnie Polana Kultury Centrum Biblioteczno-Kulturalne w Orzyszu) organizuje coroczny Ogólnopolski Konkurs Poetycki im. Michała Kajki pod patronatem dwumiesięcznika literackiego Topos oraz Gazety Olsztyńskiej i Radia Olsztyn. Warunkiem uczestnictwa jest przesłanie trzech niepublikowanych i nieocenianych wierszy. Ranga konkursu z każdym rokiem wzrasta. W minionych latach w skład jury wchodzili m.in. Krzysztof Kuczkowski, Dariusz Kulesza, Wojciech Kass, Przemysław Dakowicz, Erwin Kruk, Wojciech Gawłowski, Tadeusz Dąbrowski, Marek Zagańczyk, Teresa Tomsia, Krzysztof Korotkich, Bartłomiej Siwiec, Adrian Gleń, Zbigniew Fałtynowicz, Zbigniew Chojnowski. Laureatami byli do tej pory m.in. Małgorzata Lebda, Jerzy Fryckowski, Łucja Dudzińska, Łukasz Jarosz, Zofia Pilaszewska, Jacek Dehnel.

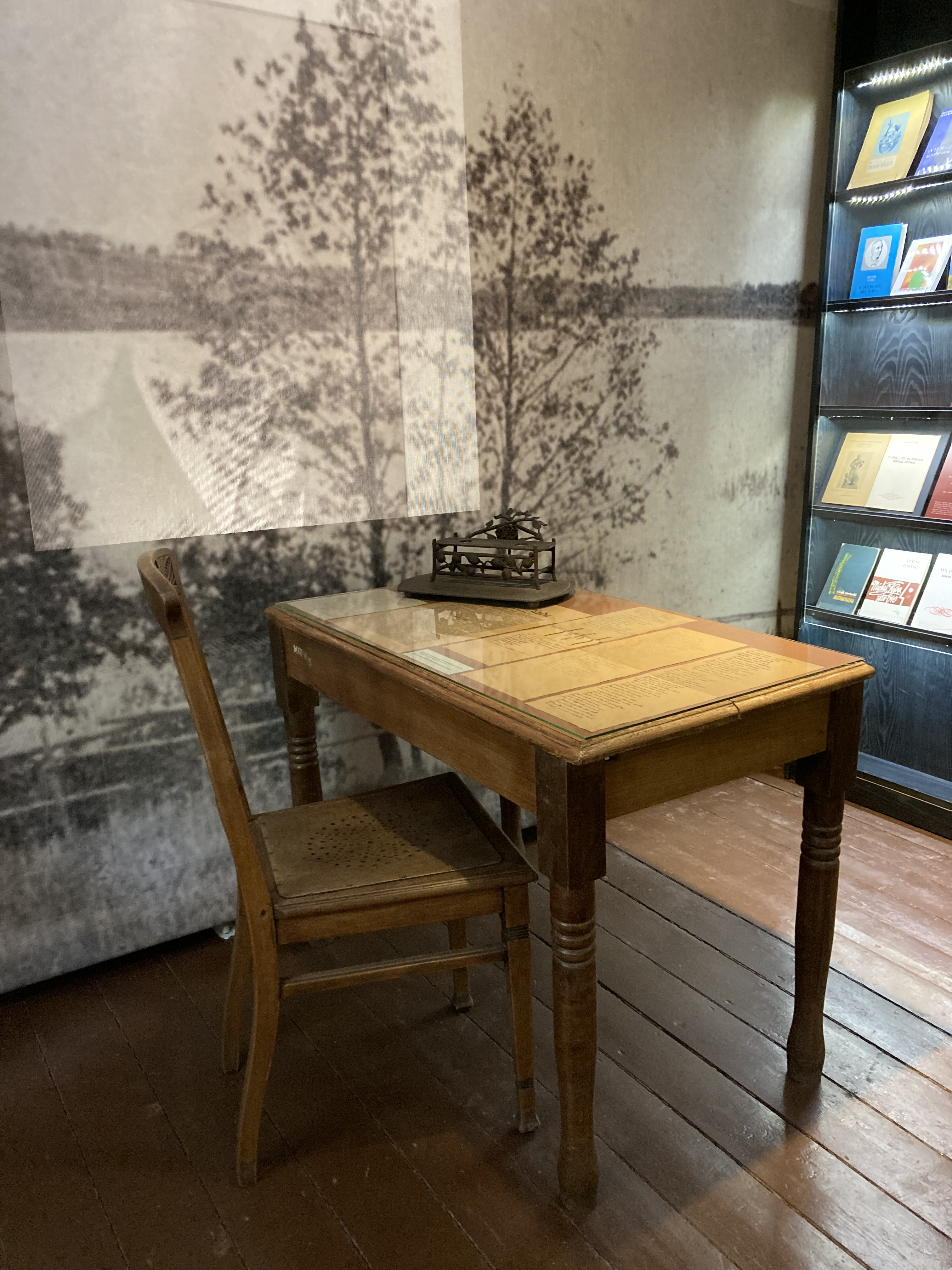
Wnętrza Muzeum Michała Kajki w Ogródku. Sala poświęcona twórczości poety - Michała Kajki

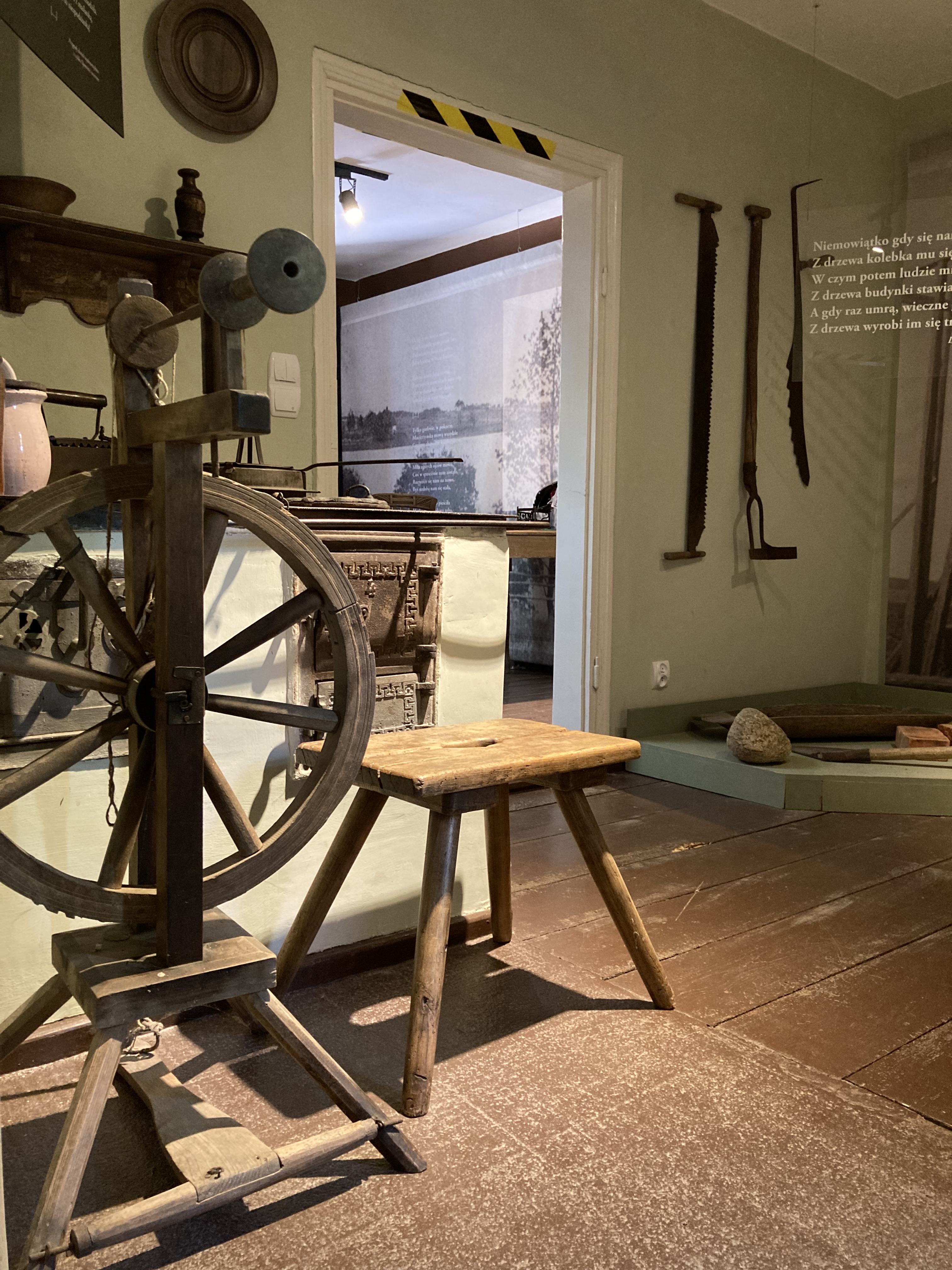
Kuchnia w Muzeum Michała Kajki w Ogródku. Zaimprowizowana kuchnia rodziny Kajków z narzędziami pracy ciesielskiej używanymi przez poetę

W 80. rocznicę śmierci Michała Kajka na ścianie budynku, w którym znajduje się Biblioteka Mazurska w sąsiedztwie Muzeum M. Kajki, odsłonięto mural upamiętniający poetę z Ogródka.
Na cmentarzu w Ogródku znajduje się odnowiona w 2017 r. mogiła poety i jego małżonki.
Muzeum jest obiektem całorocznym, czynnym od wtorku do soboty (w sezonie letnim, od czerwca do sierpnia - od wtorku do niedzieli). Wstęp jest płatny.